# 王孟镇
王孟镇，是中华人民共和国河南省漯河市临颍县下辖的一个乡镇级行政单位。2013年11月12日，撤乡设镇。

## 行政区划
王孟乡下辖以下地区：
王孟东村、王孟西村、伍汲杜村、石拐村、张庄村、陈留东村、陈留西村、罗庄村、化庄村、李拐村、汤店村、北宋村、轩庄村、轩桥村、前杨村、仝沟村、高村、马庄村、宋庄村、潘庄村、巢村、坟台村、大范村、娄王村、邹庄村和西王庄村。